# Zugarramurdi
Zugarramurdi ist eine spanische Gemeinde (municipio) in der Comunidad Foral de Navarra mit 227 Einwohnern (Stand: 2024). Neben dem Hauptort Zugarramurdi besteht die Gemeinde aus den Ortschaften Echartea, Madaria und Olazur sowie aus der Wüstung Azcar. 

## Lage
Zugarramurdi liegt etwa 52 Kilometer nördlich von Pamplona (Iruna) in einer Höhe von ca. 205 m nahe der Grenze zu Frankreich.

## Sehenswürdigkeiten
- Zugarramurdi-Höhlen
- Kirche Mariä Himmelfahrt
- Marienkapelle

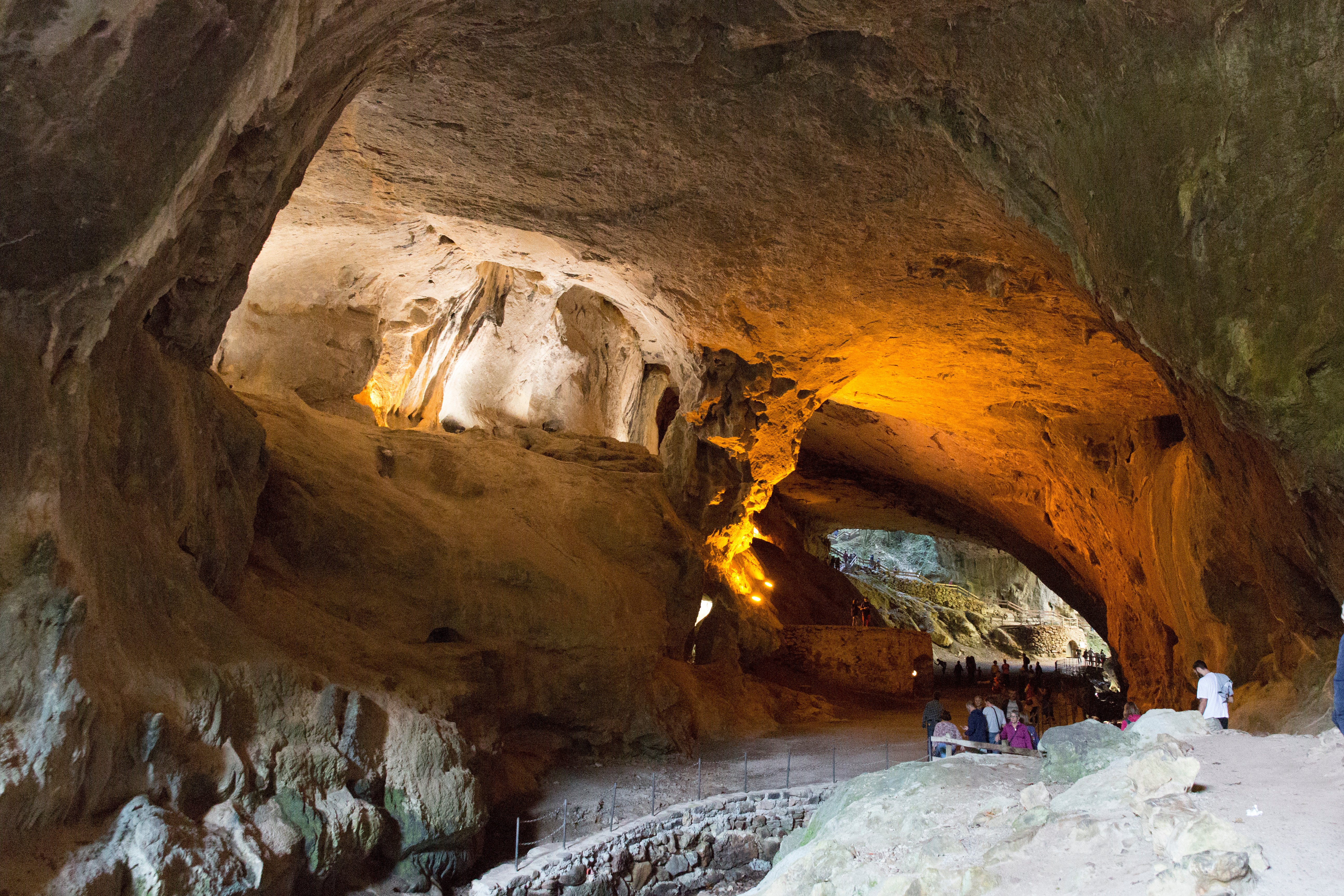
Zugarramurdi-Höhle
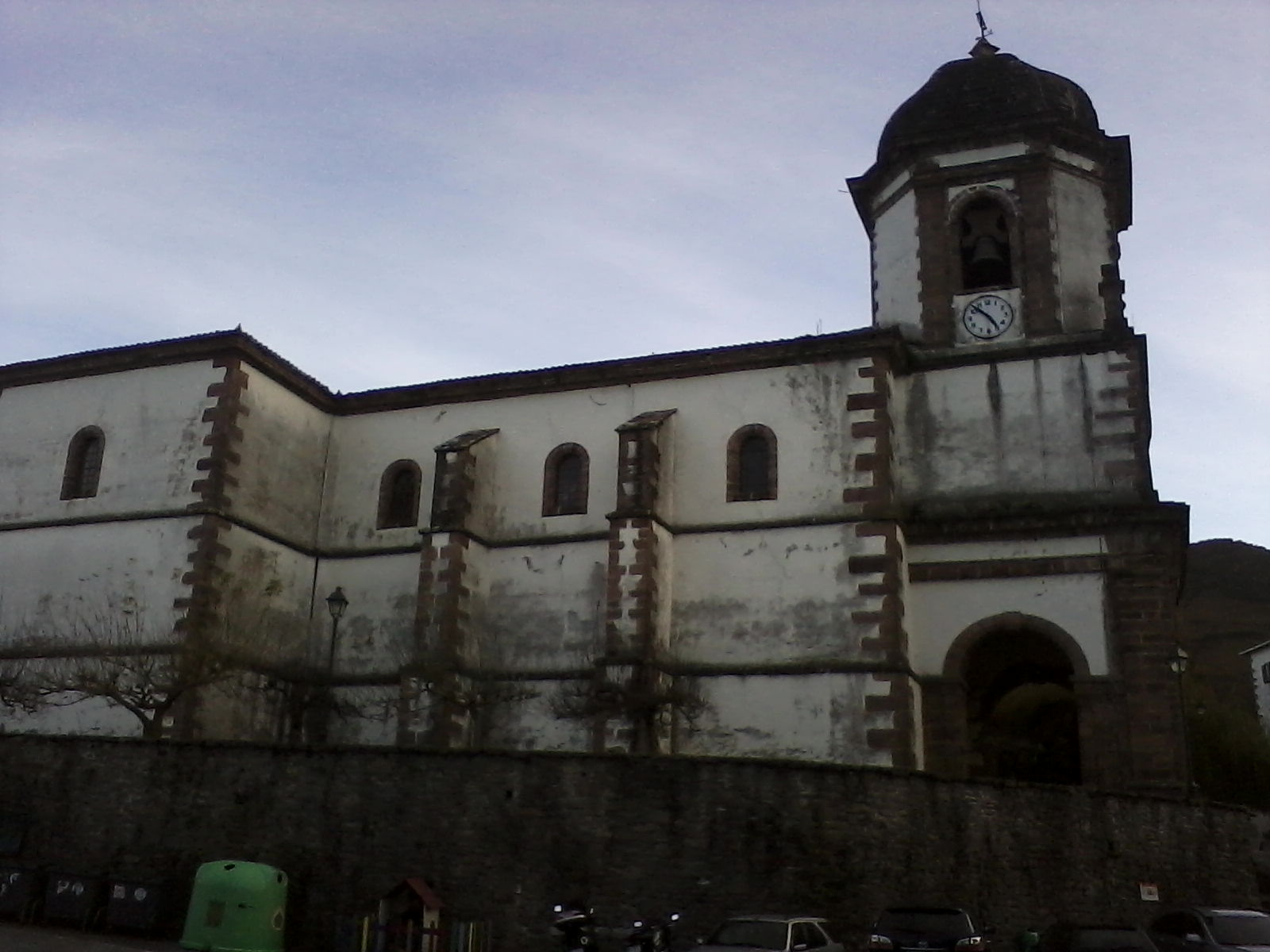
Kirche Mariä Himmelfahrt